# 卡斯蒂利亞省

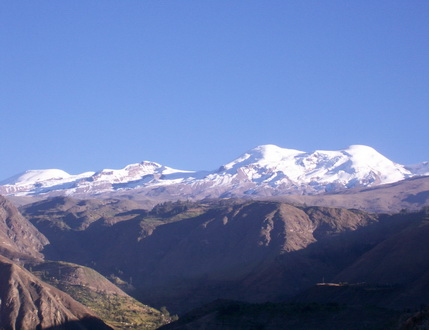

卡斯蒂利亞省（西班牙語：Provincia de Castilla），是秘魯的省份，位於該國南部阿雷基帕大區，首府是阿普勞，面積6,914平方公里，2005年人口36,568，人口密度每平方公里5.3人。